# Lysapsus
Lysapsus é um gênero de anfíbios da família Hylidae.
As seguintes espécies são reconhecidas:
- Lysapsus bolivianus (Gallardo, 1961)
- Lysapsus caraya Gallardo, 1964
- Lysapsus laevis (Parker, 1935)
- Lysapsus limellum Cope, 1862